# 스트라스부르 대학교
스트라스부르 대학교(프랑스어: Université de Strasbourg 위니베르시테 드 스트라스부르[*])는 프랑스 알사스주의 스트라스부르에 위치하며 프랑스 최대의 대학교로 43,000명의 학생과 4,000이상의 연구원이 있다.
현재 프랑스 대학교의 역사는 장 슈투름이 1538년 장 슈투름 김나지움을 설립하였는데 그 근원이 있고 대학교로 1631년에 승인설립되었으며 1970년대에 3개의 독립 대학교로 분할되었다. 루이 파스퇴르 대학교, 마르크 블로흐 대학교, 그리고 로버트 슈만 대학교이 그것이다. 2009년 1월 1일 세 대학이 통합되어 통합된 스트라스부르 대학교를 재생하였다.

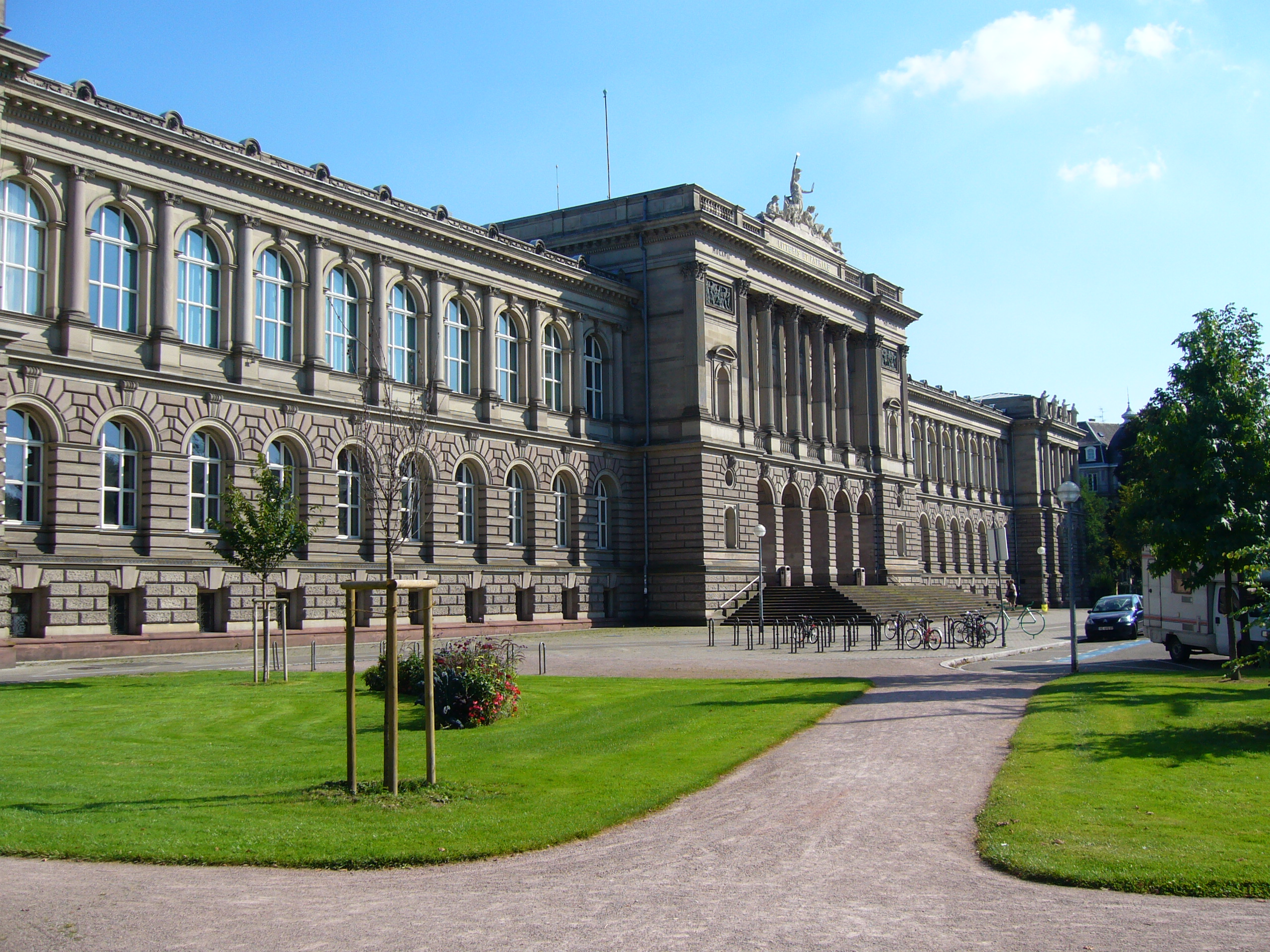
대학 궁전
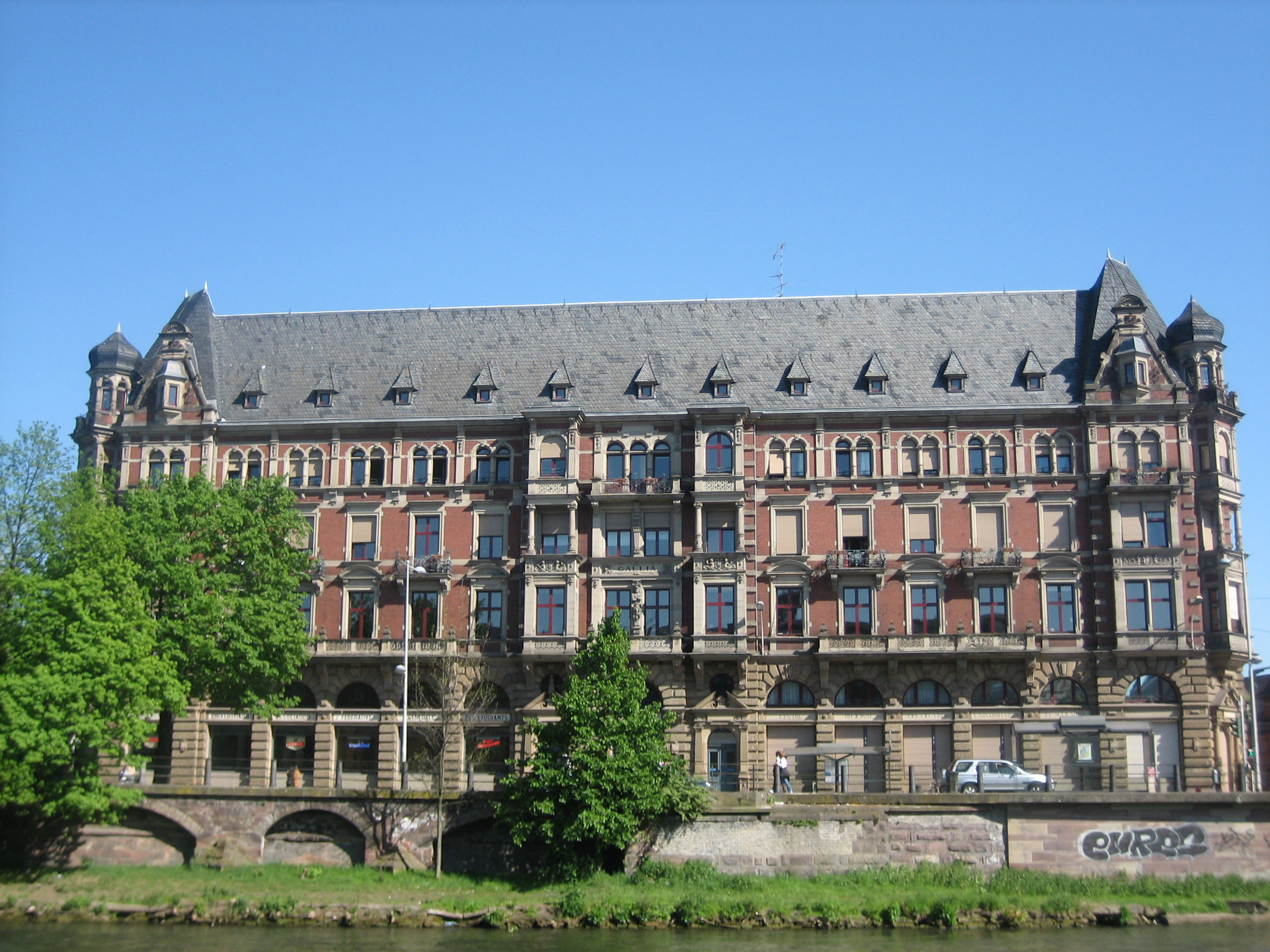
갈리아 빌딩 이전의 게르마니아
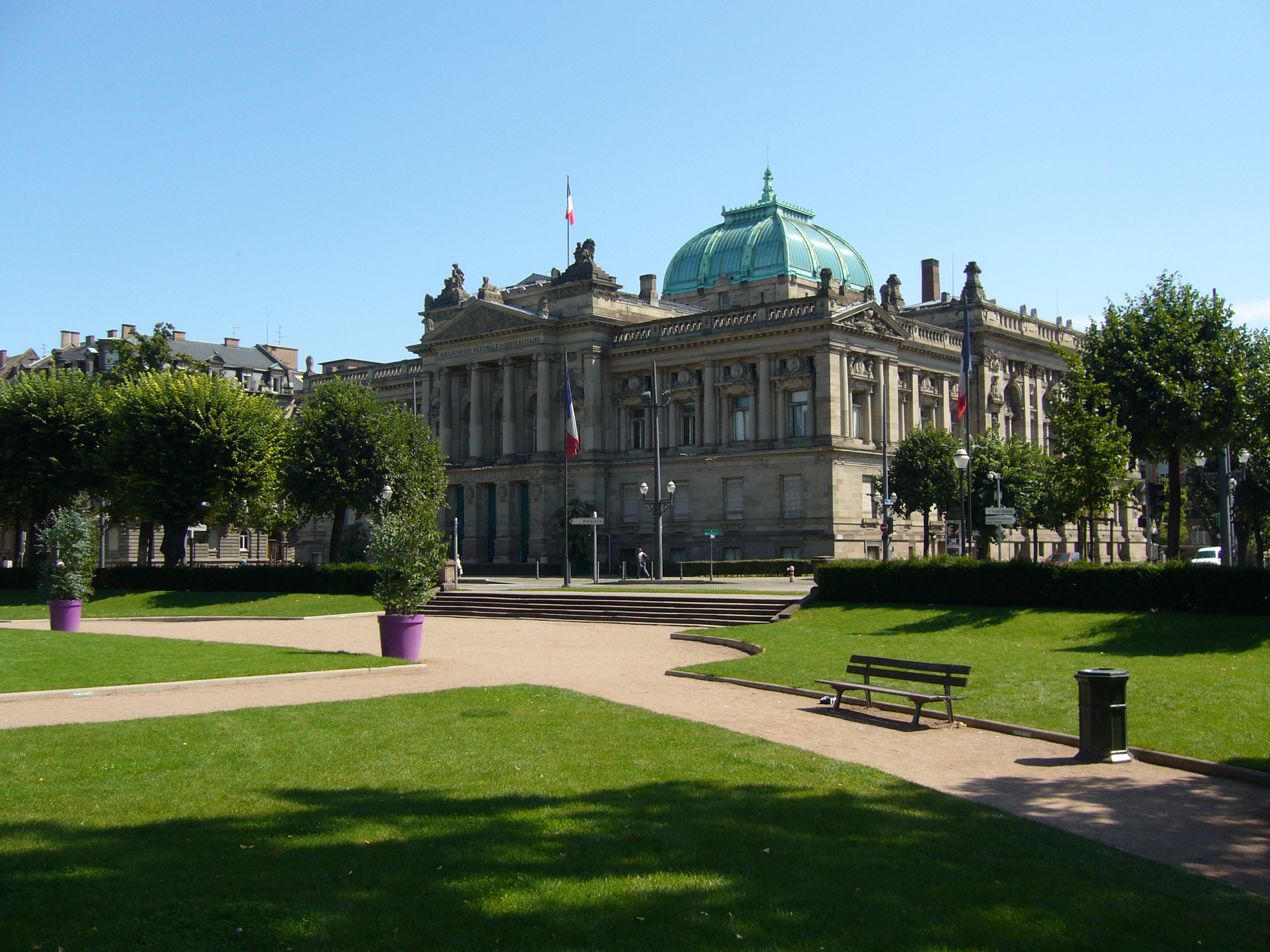
국립 대학 도서관
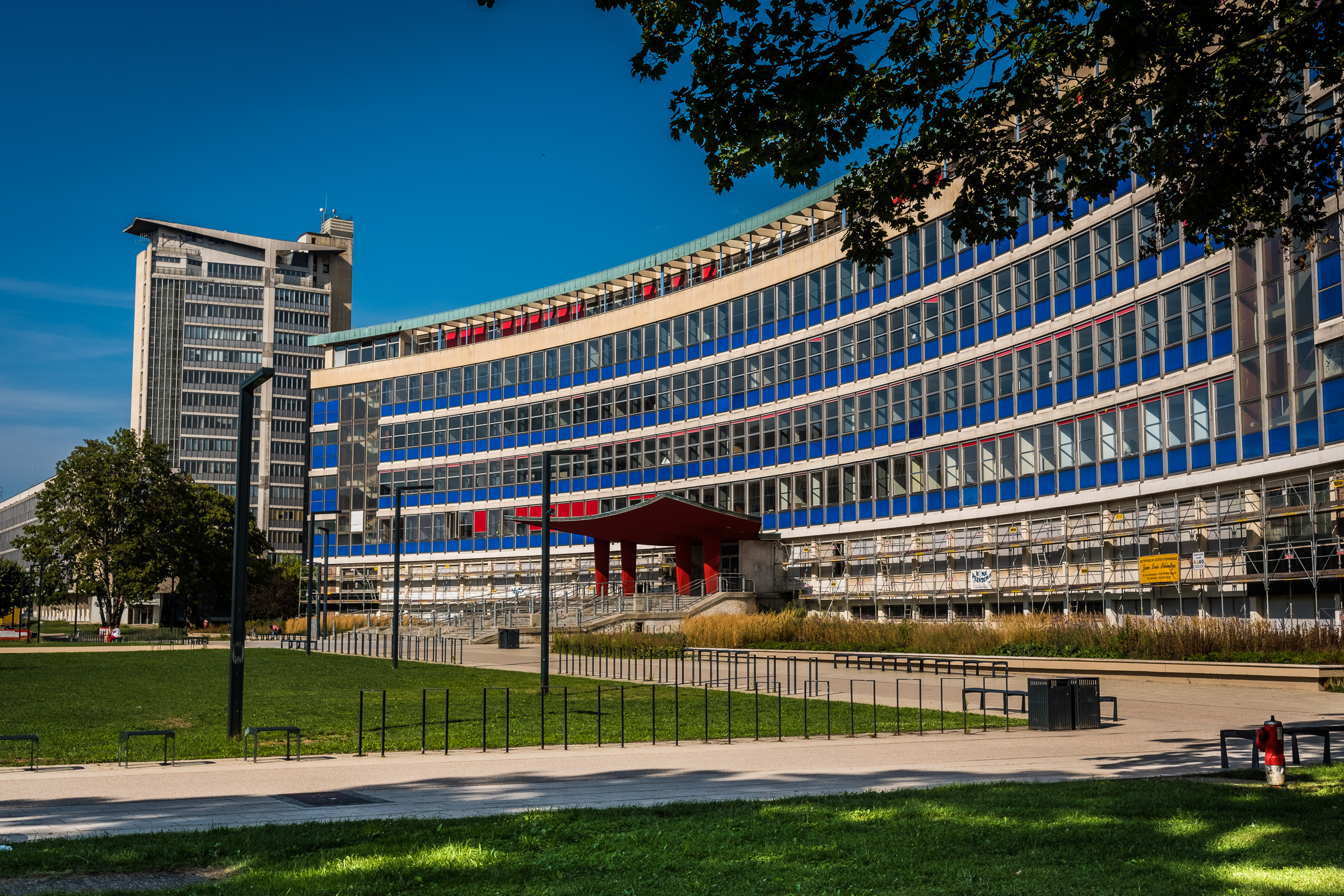
법학부 건물
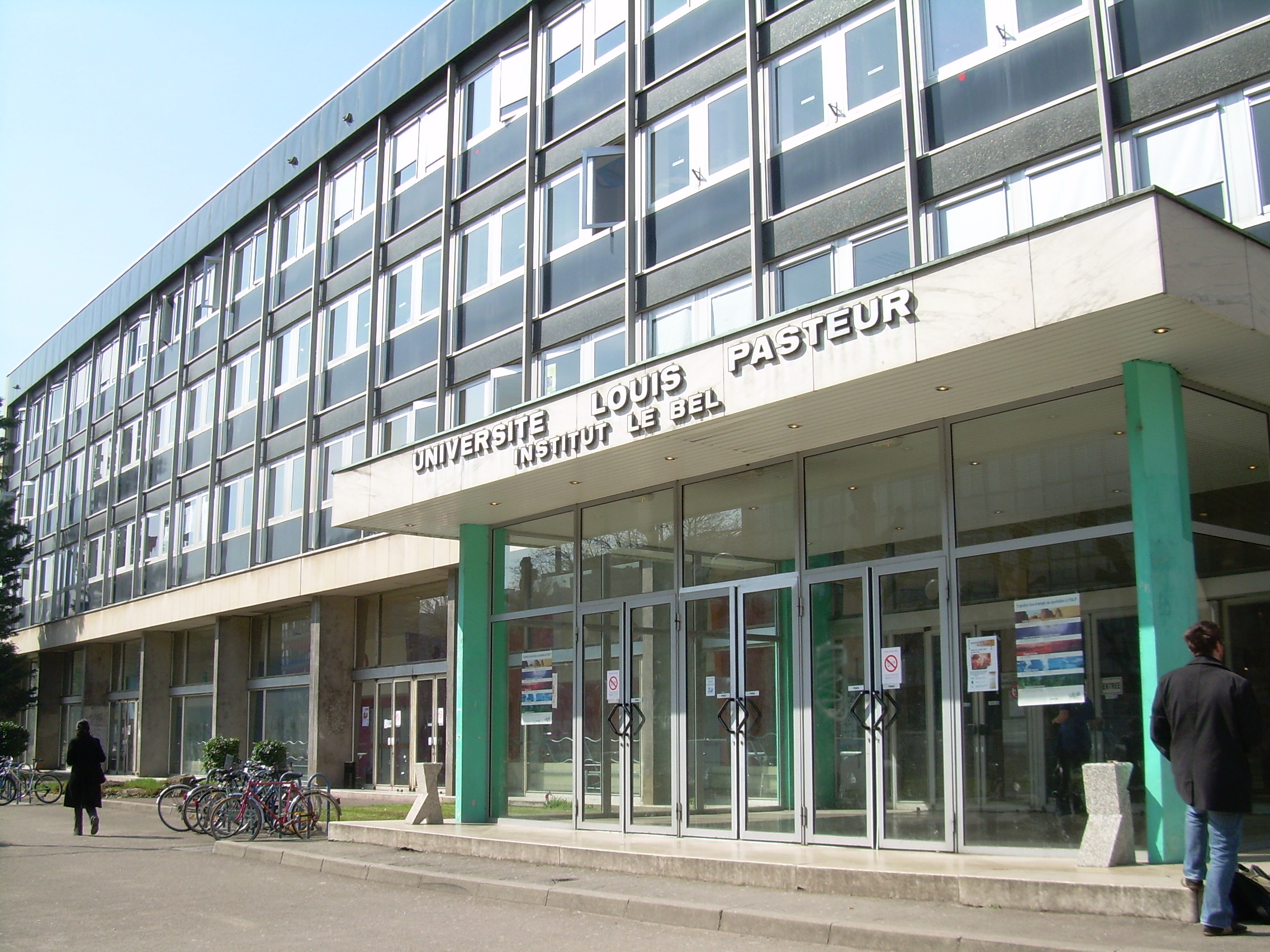
Le Bel Institute

## 같이 보기
- 장 슈투름 김나지움